# Gmina Qendër Skrapar
Gmina Qendër Skrapar (alb. Komuna Qendër Skrapar) – gmina miejska położona w środkowej części Albanii. Administracyjnie należy do okręgu Skrapar w obwodzie Berat. W 2011 roku populacja gminy wynosiła 2545, 1233 kobiety oraz 1312 mężczyzn, z czego Albańczycy stanowili 97,21% mieszkańców.
W skład gminy wchodzą dwadzieścia cztery miejscowości: Zogazi, Kalanjasi, Dhorësi, Veseshta, Poleni, Osoja, Grepcka, Liqethi, Rehovica, Orizaj, Cerova, Veleshnja, Nishica, Sharova, Cerenishta, Buzuqi, Munushtiri, Radeshi, Korita, Mollasi, Gradeci, Verzhezha, Slatinja, Strori.